# Kasim-Žomart Tokajev
Kasim-Žomart Tokajev (17. svibnja 1953.) je trenutni predsjednik Republike Kazahstan. Naslijedio je Nursultana Nazarbajeva.

## Vladavina
Dana 19. ožujka 2019. tadašnji predsjednik Nursultan Nazarbajev najavio je ostavku.  Prema Kazahstanskom ustavu, u slučaju privremenog prestanka ovlasti, predsjedatelj Senata postaje predsjednik do kraja prethodnog mandata. Dana 20. ožujka Tokajev je službeno preuzeo dužnost predsjednika. Odmah nakon inauguracije, Tokajev je predložio preimenovanje glavnog grada Kazahstana po svom prethodniku, a istog dana kazahstanski parlament odobrio je preimenovanje Astane u Nur-Sultan. Ruski predsjednik Vladimir Putin bio je jedan od prvih stranih čelnika koji je čestitao Tokajevu, pozvavši ga da posjeti Moskvu u zajedničkom telefonskom razgovoru s njim i Nazarbajevim. Kineska vlada također je opisala Tokajeva kao "starog prijatelja" i "dobrog prijatelja".

## Privatni život
Razveden je, a bio je oženjen Nadeždom Tokajevom, s kojom je dobio jednog sina. Njegov sin Timur (rođen 1984.) je naftni poduzetnik koji trenutno živi u Ženevi, u Švicarskoj. Njegov šogor Temirtai Izbastin (oženjen Tokajevom sestrom Karlyga Izbastina) trenutno je veleposlanik Kazahstana u Bugarskoj. Kazahstanski jezik mu je materinji, a tečno govori ruski, mandarinski i engleski jezik, a poznaje i francuski jezik. Izrazio je stav da svoj rođendan ne obilježava proslavama, a njegov je tajnik rekao 2020. godine da "ne voli slaviti ovaj dan jer njegova obitelj nikada nije slavila rođendane ni djece ni roditelja".